# Droužetice
Droužetice är en ort i Tjeckien.   Den ligger i regionen Södra Böhmen, i den sydvästra delen av landet, 100 km söder om huvudstaden Prag. Droužetice ligger 441 meter över havet och antalet invånare är 111.
Terrängen runt Droužetice är platt åt nordost, men åt sydväst är den kuperad.Runt Droužetice är det ganska tätbefolkat, med 207 invånare per kvadratkilometer. Närmaste större samhälle är Strakonice, 3,1 km söder om Droužetice. Trakten runt Droužetice består till största delen av jordbruksmark.